# Mimocrypta
Mimocrypta é um gênero de traça pertencente à família Brachodidae.